# MADI (Art)
Pour les articles homonymes, voir Madi.
Madí est un mouvement artistique lancé en 1946 à Buenos Aires, en Argentine par Carmelo Arden-Quin, Rhod Rothfuss et Gyula Kosice (né en 1924) par la création d'un groupe « Art concret-Invention » à laquelle s'associeront également d'autres artistes tels que Enio Iommi, Volf Roïtman...  
L'origine du mot Madi revêt un certain mystère, cependant Carmelo Arden-Quin et Gyula Kosice en donnent plusieurs versions au fil du temps :   
- Pour l'artiste Carmelo Arden Quin, c'est le M de Carmelo, le A et le D de Arden et le I de Quin
- Pour Kosice, c'est la déformation du slogan républicain "Madrid, Madrid, no pasaran"
- Pour la revue poesia Buenos Aires[pas clair], c'est la contraction de Matérialisme DIalectique
- Mais c'est aussi l'abréviation de Movimiento Artistico De Invencion ou Mouvement Abstraction Dimension Invention

Se jouant de ce mystère, pour la première exposition Madí en 1946, Arden Quin et Kosice inventeront d'ailleurs des artistes en prenant de nombreux pseudonymes pour donner l'illusion du nombre.  
Après 1947, Kosice réitérera avec des artistes fictifs auxquels il donnera un visage réel grâce à la complicité d'amis.    

## Madi en France
Avec l'arrivée de Carmelo à Paris, ces premiers artistes et d'autres d'origine française (Roger Neyrat, Marcelle Saint-Omer, Georges Sallaz...) se retrouvent régulièrement dans un atelier qu'ils rebaptisent "Centre d'Études et de Recherches Madistes", lieu de travail et d'échange d'idées.
Tous ces artistes avaient pour point commun de participer aux manifestations annuelles du Salon des Réalités Nouvelles, créé en 1946 et consacré uniquement à l'art abstrait.
En 1953, le Mouvement Madi occupe la première salle du Salon des Réalités Nouvelles. À partir de cette date, les expositions se multiplient tant en France qu'à l'étranger. 
En plus de soixante ans d'histoire, le mouvement Madi a fait l'objet de très nombreux essais, textes, critiques et comptes rendus révélant un groupe composé de multiples artistes internationaux, chacun apportant leur contribution critique.

## Le manifeste madi
Au début du mois d'août 1946, Carmelo Arden Quin lance le mouvement Madi à l'Institut Français d'Études Supérieures de Buenos Aires et dans son manifeste il proclame  
"Concrétiser le mouvement, le synthétiser pour que l'objet naisse et délire entouré d'un éclat nouveau.

Bannie toute ingérence des phénomènes d'expression, de représentation et de signification.

L'œuvre est, n'exprime pas.

L'œuvre est, ne représente pas.

L'œuvre est, ne signifie pas.

Le dessin madi :

c'est une disposition de points et de lignes sur une surface pouvant créer une
forme ou un rapport de plans.

La peinture madi :

couleur et bidimensionnalité. Structure plane polygonale. Superficie incurvée,
concave ou convexe. Plans articulés, amovibles, avec mouvements linéaires,
giratoires ou de translation. Coplanal,

La sculpture madi :

tridimensionnalité de valeur temporelle. Solides avec espaces vides et
mouvements d'articulation, de rotation, de translation. Cristal et matières
plastiques en transparence. Fils d'acier dansants… »
Ce mouvement affirme donc un art libéré de ses carcans, ludique et inventif soutenu par les revues Art-Concret-Invention (1946) et Arte Madi Universal(1947).  
Nouvelle forme d'art géométrique, MADI refuse l'orthogonalité extrême de l'art de ses contemporains et s'ouvre aux supports de toutes formes, aux tableaux polygonaux et mobiles, et prône la liberté d'utiliser les matériaux nouveaux, d'inventer de nouvelles formes qui par leur excentricité modifieront le rapport de l'œuvre au mur, de se servir des acquis de la technique en introduisant la mobilité dans l'œuvre murale et sculptée.  

## Citations
« Nous autres madistes, prenant les éléments propres de chaque art, nous construisons ; c'est-à-dire, nous faisons une invention réelle. Avec cela, nous n'exprimons rien, nous ne représentons rien, nous ne symbolisons rien. Nous créons la chose dans sa seule présence, sa seule immanence. La chose est dans l'espace et dans le temps : ELLE EXISTE. C'est un acte transcendant, un acte merveilleux. Notre art est humain, profondément humain, puisque c'est la personne dans toute son essence celle qui CONSCIEMMENT crée, fait, construit, invente réellement. »

## Musées

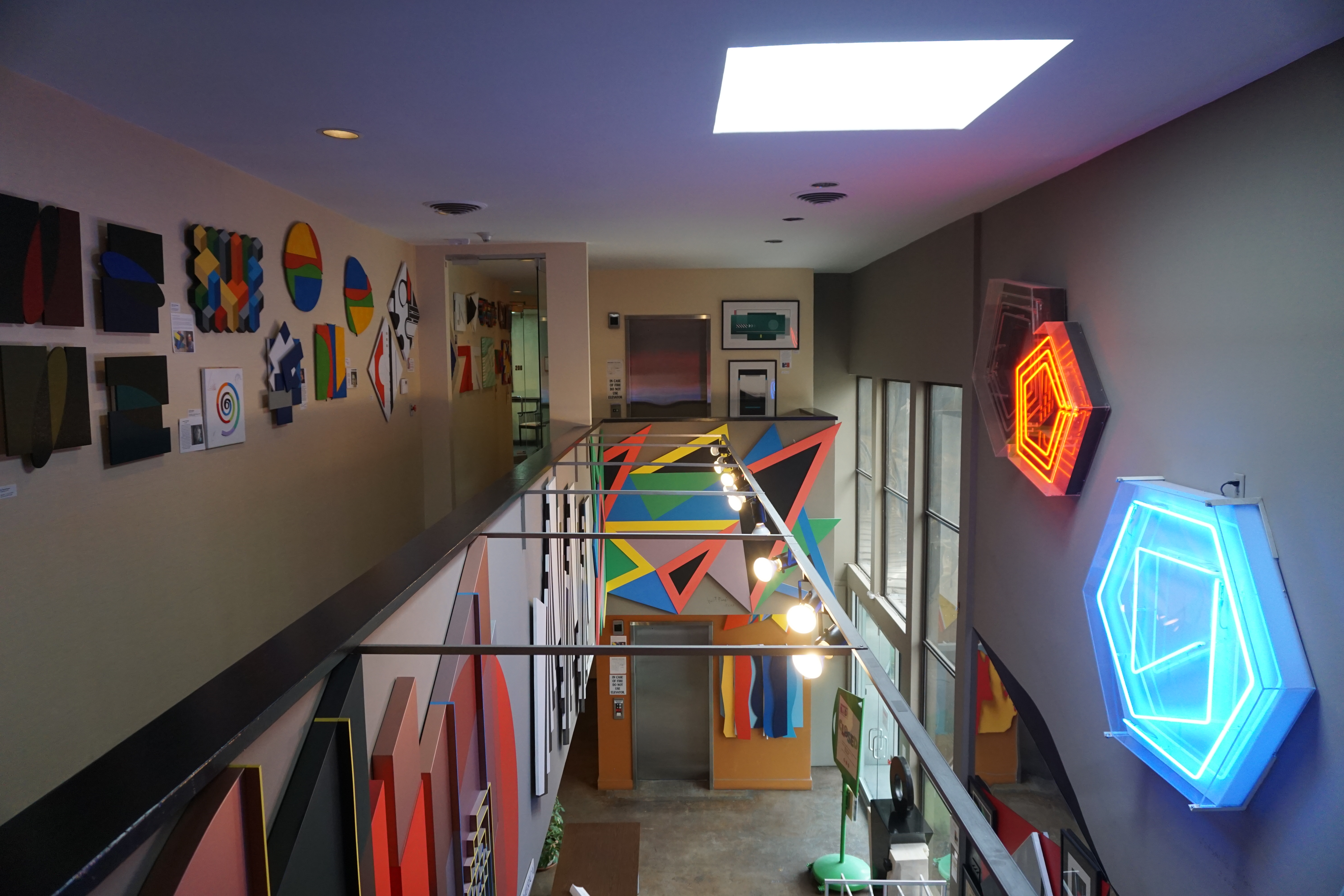
Vue du musée d'art géométrique et MADI de Dallas

Il existe plusieurs musées regroupant les collections : un à Dallas, un au Brésil à Sobral, et le MADI international basé en Hongrie à Budapest, n'ayant pas de lieu fixe les collections sont en Europe centrale.

## Liste des artistes Madi Internationaux
- Carmelo Arden-Quin
- Bolivar Gaudin
- Jean Charasse

- Gyula Kosice
- Enio Iommi
- les frères Maldonado
- Maurice Parant
- Edgar Bayley (poète)
- Volf Roitman
- Satoru Sato
- André Stempfel
- Roger Desserprit
- Youri Messen-Jaschin
- Janos Szasz SAXON
- Gaël Bourmaud[2]
- Yumiko Kimura
- Martin Blaszko
- Jo Girodon
- François Decq
- Sandrina Caruso
- Jean Branchet
- Dominique Binet
- Jaildo Marinho
- Marika Száraz
- György Ervin Galgóczy
- Robert Saint-Cricq

## Expositions
- 1951 - Galerie Suzanne Michel, Paris, Exposition "Espace Lumière", 19 décembre au 12 janvier 1952 , Carmelo Arden Quin, Jesus Rafael Soto, Alejandro Otero, Luis Guevarra Moreno, Ruben Nunez, Pardo, Jack Youngerman, Jeanne Kosnick-Kloss[3].
- 1952 - Galerie Suzanne Michel, Paris, Erminy, Georges Koskas, Omar Carreno, Luis Guevara, Guy-Claude Lerein, Jesus Rafael Soto
- 1953 - Galerie Suzanne Michel, Paris, 12 au 23 février,  Wolf Roitman, Guy-Claude Lerein, Pierre Alexandre, Georges Sallaz
- 1946 - Institut français d'études supérieures
- 1978 - MADI - Galerie Alexandre de La Salle, Saint Paul-de-Vence. Rétrospective de Carmelo Arden-Quin - France
- 1984 - MADI Maintenant - Galleria Luisella d'Allessandro - Turin - Italie
- 1991 - Arte MADI - Galleria Arte Structura, Anna Canalli - Côme - Italie
- 2002 - Madi : l'art sud-américain - musée de Grenoble
- 2011 - Conscience Polygonale -  Centre International d'Art Contemporain - Château de Carros - France